# Metronidazol

Metronidazol

Metronidazol (varunamn: Flagyl) är ett antibiotikum som ingår i gruppen nitroimidazoler. Preparatet utövar sin effekt genom att hämma bakteriernas DNA-syntes och administreras peroralt eller intravenöst. 
Huvudsakligt användningsområde är infektioner orsakade av strikt anaeroba bakterier såsom intrabdominella, gynekologiska och dentala infektioner samt behandling av abscesser. Exempel på anaeroba bakterier som Metronidazol verkar mot är Bakteroides fragilis, Clostridium difficile och Clostridium perfringens. Metronidazol har även god effekt mot infektioner orsakade av protozoer som till exempel Entamoeba histolytica, Giardia intestinalis och Trichomonas vaginalis. Vanligt förekommande biverkningar är olika former av diffusa magtarmbiverkningar som förekommer i 5-10% av fallen. Preparatet kan även ge metallisk smak i munnen och kan vid ovanligare fall vid långstidbehandling(>14 dagar) även orsaka leukopeni.